# 妳愛他嗎
《妳愛他嗎》為香港歌手鍾漢良的第五張國語專輯，於1998年2月22日發行，共有10首曲目，並首次與薛忠銘、陳富榮合作。此專輯以著重抒情歌為主，在形象及曲風、唱功比上一張國語專輯逐漸成熟
。專輯主打歌為《我要你》及《妳愛他嗎》、《貪玩的情人》，其中專輯同名主打歌《妳愛他嗎》由薛忠銘首次為鍾量身訂作，在台灣的流行榜也有一定播放率及傳唱度，獲得不俗口碑，亦成為其慢歌代表作。而《我要你》由陳耀川量身訂作，與《OREA》及《在你身邊》、《奇蹟》、《親熱》一樣成為其快歌代表作。至於《貪玩的情人》則是一首偏向雷鬼風格的歌曲，曲風輕快活潑並獲得一致的好評。
值得一提的是其恩師邰正宵並無參與此專輯的製作，鍾漢良於此專輯之後所發行的《鍾情二次方》專輯也都獲得不錯的銷售成績。

## 曲目
| 曲序     | 曲目                 |          | 作曲     | 编曲                  | 製作人   | 备注       | 时长  |
| -------- | -------------------- | -------- | -------- | --------------------- | -------- | ---------- | ----- |
| 1.       | 我要你（國語版）     | 姚若龍   | 許經綸   | 屠穎                  | 陳耀川   | 第二主打歌 | 4:08  |
| 2.       | 妳愛他嗎             | 易家揚   | 薛忠銘   |                       | 薛忠銘   | 第一主打歌 | 4:22  |
| 3.       | 手套                 | 施人誠   | 陳子鴻   | 陳飛午                | 陳富榮   |            | 4:22  |
| 4.       | 想你最暖             | 姚若龍   | 吳旭文   | 陳飛午                | 黃榮景   |            | 4:43  |
| 5.       | 等愛                 | 姚若龍   | 陳耀川   | 陳飛午                | 陳耀川   |            | 4:38  |
| 6.       | 教壞你               | 張孟晚   | 江港生   | 江港生                | 江港生   |            | 4:00  |
| 7.       | 他不會知道我有多愛他 | 何啟弘   | 黃怡     | 王豫民                | 薛忠銘   |            | 4:10  |
| 8.       | 只做朋友             | 施人誠   | 蔡立章   | 江港生 Alex Dela Cruz | 江港生   |            | 4:16  |
| 9.       | 你                   | 易家揚   | 方志耀   | 屠穎                  | 陳耀川   |            | 3:26  |
| 10.      | 貪玩的情人           | 鄔裕康   | 薛忠銘   | 王繼康                | 薛忠銘   | 第三主打歌 | 5:13  |
| 总时长： | 总时长：             | 总时长： | 总时长： | 总时长：              | 总时长： | 总时长：   | 43:18 |

## 唱片版本
- CD版
- 盒帶版
- 復刻CD版

## 音樂錄影帶
| 歌名                              | 導演   |
| --------------------------------- | ------ |
| 我要你 （页面存档备份，存于）     | 賴偉康 |
| 你愛他嗎 （页面存档备份，存于）   | 林錦和 |
| 貪玩的情人 （页面存档备份，存于） | 林錦和 |

## 獎項
- 台灣大成報校園巨星榜最受歡迎男歌手獎
- 馬來西亞第二屆321中文『金曲獎』獎項：妳愛他嗎